# Cabinet Balkenende III
Pour les articles homonymes, voir Cabinet Balkenende.
 (septembre 2023).
Si vous disposez d'ouvrages ou d'articles de référence ou si vous connaissez des sites web de qualité traitant du thème abordé ici, merci de compléter l'article en donnant les références utiles à sa vérifiabilité et en les liant à la section « Notes et références ».
Royaume des Pays-Bas
Balkenende II Balkenende IV
Le cabinet Balkenende III (en néerlandais : Kabinet-Balkenende III) est le gouvernement du royaume des Pays-Bas entre le 7 juillet 2006 et le 22 février 2007, durant la trente-troisième législature de la Seconde Chambre des États généraux.

## Coalition et historique
Dirigé par le Premier ministre démocrate-chrétien sortant Jan Peter Balkenende, ce gouvernement est constitué et soutenu par une coalition entre l'Appel chrétien-démocrate (CDA) et le Parti populaire libéral et démocrate (VVD). Ensemble, ils disposent de 72 représentants sur 150, soit 48 % des sièges de la Seconde Chambre.
Il est formé après la rupture de la coalition au pouvoir depuis mai 2003 et succède au cabinet Balkenende II. Les Démocrates 66 (D66), partenaires du CDA et du VVD, se sont effectivement retirés de la majorité à la suite de la controverse induite par l'affaire Ayaan Hirsi Ali et l'action de la ministre libérale de l'Immigration Rita Verdonk. Le gouvernement a alors remis sa démission, mais Jan Peter Balkenende a été invité à constituer un gouvernement minoritaire le temps d'organiser de nouvelles élections.
Aux élections législatives anticipées du 22 novembre 2006, les deux formations membres du gouvernement perdent neuf sièges, ce qui rend impossible la poursuite de leur alliance ; il en va de même au sujet d'une reconstitution de la majorité tripartite avec les sociaux-libéraux qui reculent de trois élus. Le CDA se tourne alors vers le Parti travailliste (PvdA), mais même une « grande coalition » serait minoritaire. Les deux grands partis font alors appel à un partenaire supplémentaire, l'Union chrétienne (CU), ce qui permet la constitution du cabinet Balkenende IV après trois mois de négociations.

## Composition

### Initiale
- Les nouveaux ministres sont indiqués en gras, ceux ayant changé d'attributions en italique.

| Portefeuille                                                               | Titulaire | Titulaire                              | Parti |
| -------------------------------------------------------------------------- | --------- | -------------------------------------- | ----- |
| Premier ministre Ministre des Affaires générales                           |           | Jan Peter Balkenende                   | CDA   |
| Vice-Premier ministre Ministre des Finances                                |           | Gerrit Zalm                            | VVD   |
| Ministre des Affaires étrangères                                           |           | Ben Bot                                | CDA   |
| Ministre de la Coopération pour le développement                           |           | Agnes van Ardenne                      | CDA   |
| Ministre de la Justice                                                     |           | Piet Hein Donner (jusqu'au 21/09/2006) | CDA   |
| Ministre de l'Immigration et de l'Intégration                              |           | Rita Verdonk                           | VVD   |
| Ministre des Affaires intérieures                                          |           | Johan Remkes                           | VVD   |
| Ministre des Réformes administratives et des Relations au sein du Royaume  |           | Atzo Nicolaï                           | VVD   |
| Ministre de l'Éducation, de la Culture et de la Science                    |           | Maria van der Hoeven                   | CDA   |
| Ministre de la Défense                                                     |           | Henk Kamp                              | VVD   |
| Ministre du Logement, de l'Aménagement du territoire et de l'Environnement |           | Sybilla Dekker                         | VVD   |
| Ministre des Transports et des Eaux                                        |           | Karla Peijs                            | CDA   |
| Ministre des Affaires économiques                                          |           | Joop Wijn                              | CDA   |
| Ministre de l'Agriculture, de la Nature et de la Qualité alimentaire       |           | Cees Veerman                           | CDA   |
| Ministre des Affaires sociales et de l'Emploi                              |           | Aart Jan de Geus                       | CDA   |
| Ministre de la Santé, du Bien-être et des Sports                           |           | Hans Hoogervorst                       | VVD   |

### Remaniement du 22 septembre 2006
- Les nouveaux ministres sont indiqués en gras, ceux ayant changé d'attributions en italique.

| Portefeuille                                                               | Titulaire | Titulaire            | Parti |
| -------------------------------------------------------------------------- | --------- | -------------------- | ----- |
| Premier ministre Ministre des Affaires générales                           |           | Jan Peter Balkenende | CDA   |
| Vice-Premier ministre Ministre des Finances                                |           | Gerrit Zalm          | VVD   |
| Ministre des Affaires étrangères                                           |           | Ben Bot              | CDA   |
| Ministre de la Coopération pour le développement                           |           | Agnes van Ardenne    | CDA   |
| Ministre de la Justice                                                     |           | Ernst Hirsch Ballin  | CDA   |
| Ministre de l'Immigration et de l'Intégration                              |           | Rita Verdonk         | VVD   |
| Ministre des Affaires intérieures                                          |           | Johan Remkes         | VVD   |
| Ministre des Réformes administratives et des Relations au sein du Royaume  |           | Atzo Nicolaï         | VVD   |
| Ministre de l'Éducation, de la Culture et de la Science                    |           | Maria van der Hoeven | CDA   |
| Ministre de la Défense                                                     |           | Henk Kamp            | VVD   |
| Ministre du Logement, de l'Aménagement du territoire et de l'Environnement |           | Pieter Winsemius     | VVD   |
| Ministre des Transports et des Eaux                                        |           | Karla Peijs          | CDA   |
| Ministre des Affaires économiques                                          |           | Joop Wijn            | CDA   |
| Ministre de l'Agriculture, de la Nature et de la Qualité alimentaire       |           | Cees Veerman         | CDA   |
| Ministre des Affaires sociales et de l'Emploi                              |           | Aart Jan de Geus     | CDA   |
| Ministre de la Santé, du Bien-être et des Sports                           |           | Hans Hoogervorst     | VVD   |